# École supérieure du bois
Die École supérieure du bois (ESB) ist eine französische Ingenieurhochschule, die 1934 gegründet wurde.
Die Ausbildung umfasst Holzhandwerke und -techniken, aber auch Geisteswissenschaften, Management, Recht, Wirtschaftspolitik und Fremdsprachen.
Die ESB befindet sich seit 1993 in Nantes und ist eine staatlich anerkannte private Hochschule von allgemeinem Interesse. Die Schule ist Mitglied der Union des grandes écoles indépendantes (UGEI).

## Berühmte Absolventen
- Marc-André Houmard, ein Schweizer Unternehmer der Holzwirtschaftsbranche, Fachlehrer und Politiker (FDP)